# Vila Malanza
Vila Malanza ist ein Ort im Distrikt Caué auf der Insel São Tomé im Inselstaat São Tomé und Príncipe. 2012 wurden 550 Einwohner gezählt.

## Geographie
Der Ort liegt an der Südküste von São Tomé, circa eineinhalb Kilometer nördlich von Porto Alegre.